# مارستون رود
مارستون رود (بالإنجليزية: Marston Road)‏ هو ملعب كرة قدم في ستافورد بإنجلترا، اُفتُتح عام 1896، ويتسع الملعب إلى 3000 متفرج.